# US Open 2018 - Doppio femminile in carrozzina
Marjolein Buis e Diede de Groot erano le detentrici del torneo, ma non hanno partecipato insieme a questa edizione del torneo.
Buis ha fatto coppia con Aniek van Koot, mentre de Groot ha partecipato in coppia con Yui Kamiji.
In finale de Groot e Kamiji hanno battuto Buis e van Koot con il punteggio di 6–3, 6–4.

## Teste di serie
1. Diede de Groot /  Yui Kamiji (campionesse)

1. Marjolein Buis /  Aniek van Koot (finale)

## Tabellone

### Legenda
| - Q = Qualificato - WC = Wild card - LL = Lucky loser | - ALT = Alternate - SE = Special Exempt - PR = Protected Ranking | - w/o = Walkover - r = Ritirato - d = Squalificato |

|  | Semifinali | Semifinali                        | Semifinali                        | Semifinali | Semifinali |  |  | Finale | Finale                        | Finale                        | Finale | Finale |  |
|  |            |                                   |                                   |            |            |  |  |        |                               |                               |        |        |  |
|  | 1          | Diede de Groot Yui Kamiji         | Diede de Groot Yui Kamiji         | 6          | 6          |  |  |        |                               |                               |        |        |  |
|  |            | Sabine Ellerbrock Lucy Shuker     | Sabine Ellerbrock Lucy Shuker     | 0          | 0          |  |  | 1      | Diede de Groot Yui Kamiji     | Diede de Groot Yui Kamiji     | 6      | 6      |  |
|  |            | Dana Mathewson Kgothatso Montjane | Dana Mathewson Kgothatso Montjane | 1          | 1          |  |  | 2      | Marjolein Buis Aniek van Koot | Marjolein Buis Aniek van Koot | 3      | 4      |  |
|  | 2          | Marjolein Buis Aniek van Koot     | Marjolein Buis Aniek van Koot     | 6          | 6          |  |  |        |                               |                               |        |        |  |